# Taurididae
Taurididae — родина двобічно-симетричних тварин класу Ацели.

## Класифікація
Родина включає в себе 1 рід з єдиним видом:
- Рід Taurida
  - Taurida fulvomaculata Ax, 1959